# Il professor Fumagalli e altre figure
Il professor Fumagalli e altre figure è un'opera letteraria del poeta Giampiero Neri uscita nel 2012 per Arnoldo Mondadori Editore nella collana Lo Specchio. L'opera, rispetto alle precedenti dell'autore in cui prosa e poesia sono miscelate sempre con grande maestria, è caratterizzata da più evidenti tendenze prosastiche.
Il professor Fumagalli e altre figure è una galleria di personaggi, molti conosciuti di persona dall'autore, che hanno lasciato una traccia nell'autore. L'opera è ricca di riflessioni di tono sapienziale, ma anche di ironia e gusto per il paradosso. Il paradosso in particolare è la direzione di ricerca tramandata dal professor Fumagalli, figura di spicco nella gioventù di Neri (in quanto suo professore prima e suo amico poi) e anche dell'opera Il professor Fumagalli e altre figure.

## Struttura
L'opera è divisa in tre parti, al cui interno sono presenti testi a volte legati tra loro in sottosezioni e a volte indipendenti:

### Parte prima
- In quel periodo difficile degli anni
- L'andatura del professor Fumagalli
- Secondo Nabokov
- Un avvertimento fra i più antichi
- Sulla pazienza degli animali
- Ero andato dal pittore Vaglieri
- Di romanzi mio fratello ne aveva già scritti
- Dopo la guerra, la famiglia del mio amico Nene

### Parte seconda
- Di tanti errori, e orrori
- A rendere noto il nome di Courier
- La versatilità, l'ingegno
- Il Natale della mia infanzia
- Il cervo di Esopo
- Le alterne vicende della fortuna
- A occuparsi delle termiti
- Sono diventato comprensivo
- Uno dei monaci che seguivano il Buddha
- È naturale che l'immagine aggiunga
- Arrivavo a Como in bicicletta
- Può sembrare strano
- Delle poche passeggiate fatte insieme
- Insieme allo sviluppo scientifico e tecnologico
- Da qualche tempo

DEDICHE
- a G. Zani
- a P. Berra
- a R. Vidale
- a N. Cagnone
- a V. Fallini

### Parte terza
- Se guardo una vecchia fotografia
- I diversi avvenimenti della guerra
- Il libro, un'edizione in ottavo
- Dei suoi poco raccomandabili amici
- Soprattutto con mio cugino Sandro
- Io avevo allora un nemico
- All'esilio si accompagna l'idea della solitudine
- La libreria di mio padre era divisa
- Il mio interesse per la "pacifica Svizzera"
- Se guardiamo la natura
- De Gasperi parlava

AFORISMI
PERSONE
- Verso la fine dell'estate del 1943
- Non avevo ragione di lamentarmi
- Del poeta Remo Pagnanelli
- Ma chi è don Abbondio
- Finito il liceo
- Ma la salute vacillava
- Si potrebbe guardare all'Iliade
- Condividevo la malevole osservazione
- Il giovane poeta e critico Remo Pagnanelli
- L'estate del 1943
- Con mio padre andavo a San Lorenzo
- Se ripenso al mio lavoro
- Tante volte, uscito da un negozio di scarpe
- «Era la casa di Alida Valli»
- Di quella fontana stile Novecento

## Edizioni
- Giampiero Neri, Il professor Fumagalli e altre figure, Milano, Mondadori, 2012.